# (41) Daphné
Pour les articles homonymes, voir Daphné.
(41) Daphné (désignation internationale (41) Daphne) est un astéroïde de la ceinture principale découvert par Hermann Goldschmidt le 22 mai 1856. Il doit son nom à Daphné, nymphe de la mythologie grecque changée en laurier par son père à sa demande pour échapper à l'amour du dieu Apollon.

## Satellite: Pénée
(41) Daphné a au moins un satellite, désigné provisoirement S/2008 (41) 1 avant d'être désigné définitivement (41) Daphné I et d'être nommé Pénée. Il a été identifié le 28 mars 2008. Il se trouverait à 443 km de (41) Daphné et aurait une période orbitale de 1,1 jour, et un diamètre estimé de moins de 2 km. Si ces observations préliminaires sont maintenues, ce système binaire a le ratio de taille le plus extrême connu.

## Sources

## Compléments